# Powiat Bernkastel-Wittlich
Powiat Bernkastel-Wittlich (niem. Landkreis Bernkastel-Wittlich) – powiat w niemieckim kraju związkowym Nadrenia-Palatynat. Siedzibą powiatu jest miasto Wittlich.

## Podział administracyjny
Powiat Bernkastel-Wittlich składa się z:
- jednej gminy miejskiej (Stadt)
- jednej gminy bezzwiązkowej (verbandsfreie Gemeinde)
- czterech gmin związkowych (Verbandsgemeinde)

Gminy miejskie:
| Lp. | Nazwa gminy miejskiej | Ludność (31.12.2009) | Powierzchnia km² |
| --- | --------------------- | -------------------- | ---------------- |
| 1   | Wittlich              | 17.823               | 49,64            |

Gminy bezzwiązkowe:
| Lp. | Nazwa gminy bezzwiązkowej | Ludność (31.12.2010) | Powierzchnia km² |
| --- | ------------------------- | -------------------- | ---------------- |
| 1   | Morbach                   | 10.782               | 122,20           |

Gminy związkowe:
| Lp. | Nazwa gminy związkowej | Ludność (31.12.2010) | Powierzchnia km² | Liczba gmin |
| --- | ---------------------- | -------------------- | ---------------- | ----------- |
| 1   | Bernkastel-Kues        | 27.144               | 248,99           | 23          |
| 2   | Thalfang am Erbeskopf  | 7.279                | 140,72           | 21          |
| 3   | Traben-Trarbach        | 17.994               | 204,61           | 16          |
| 4   | Wittlich-Land          | 29.287               | 397,94           | 45          |

## Zmiany administracyjne
- 1 lipca 2014
  - połączenie gminy związkowej Wittlich-Land z gminą związkową Manderscheid w gminę związkową Wittlich-Land
  - połączenie gminy związkowej Traben-Trarbach z gminą związkową Kröv-Bausendorf w gminę związkową Traben-Trarbach